# Гавдос
Гавдос (грч. Γαύδος) мало је грчко острво јужно од Крита. Управно острво припада округу Ханија у оквиру Периферије Крит. 
Гавдос је значајан као најјужнија тачка Европе.

## Природни услови
Гавдос се налази на 48 km јужно од јужне обале Крита. Површина острва је 27 км². Острво није разуђено. На 10 km ка северозападу налази се још мање и ненасељено острво Гавдопула. Рељеф Гавдоса је валовит.

## Становништво
На острву стално живи око 50 становника (све Грци), али се лети тај број повећа због туриста. Већина живи у средишњем месту Кастри.

## Историја
Гавдос је био насељен још од неолита. Током претходних епоха на њему је било много становништва (нарочито током римског и византијског времена), што је довело до крчења растиња, па је острво оголело и на много место еродирало.
Процес деаграризације и урбанизације тешко је погодио острво током 20. века, што је довело острвско становништво на руб останка. 